# Most Ludvika I.
Most Ludvika I. (portugalsko Ponte de Dom Luís I) je dvonadstropni kovinski ločni most, ki prečka reko Douro/Duero med mestoma Porto in Vila Nova de Gaia na Portugalskem. Ob gradnji je bil z razponom 172 metrov najdaljši te vrste na svetu. Zamenjali so ga z bližnjim mostom Maria Pia, železniškim mostom, ki je bil zgrajen 9 let prej (in je 1 kilometer vzhodno), in je po videzu podoben mostu Ludvika I.

## Zgodovina
Leta 1879 je Gustave Eiffel predstavil projekt za izgradnjo novega mostu čez reko Douro z visokim mostom z eno voziščno konstrukcijo, da bi olajšal plovbo ladij. Ta projekt je bil zavrnjen zaradi dramatične rasti mestnega prebivalstva, ki je zahtevala ponoven razmislek o omejitvah enonadstropne ploščadi.
Novembra 1880 je bil razpisan natečaj za izdelavo dvonadstropnega kovinskega mostu, ki je vključeval projekte Compagnie de Fives-Lille, Cail & C., Schneider & Co., Gustave Eiffel, Lecoq & Co., Société de Braine. -le-Comte, Société des Batignolles (ki je predložil dve zamisli), Andrew Handyside & Co., Société de Construction de Willebroek (prav tako dva projekta) in John Dixon. Januarja naslednjega leta je odbor na razpravah podprl projekt Société de Willebroek, načrt, ki je stal 369.000 $00 réis in je zagotovil boljšo nosilnost. 21. novembra 1881 je bilo javno delo dodeljeno belgijski družbi Société de Willebroek iz Bruslja za 402 conta. Upravljal naj bi ga Théophile Seyrig, učenec Gustava Eiffla in avtor projekta. Seyrig je delal na mostu D. Maria z Eifflom, zato je njegov novi most podoben mostu D. Maria. Gradnja se je začela na Ponte Luís I. ob stolpih prejšnjega visečega železniškega mostu, Ponte Pênsil, ki je bil razstavljen.
Do 26. maja 1886 so se začeli prvi poskusi teže, s transportom 2000 kilogramov na meter. 30. oktobra je bila zaključena gradnja glavnega loka in zgornje voziščne konstrukcije, kar je povzročilo njegovo otvoritev že naslednji dan. 1. novembra je pod upravo zmagovalnega podjetja začel delovati cestninski sistem, ki je znašal 4 reije na osebo. Naslednje leto je bila slovesno odprta spodnja voziščna konstrukcija, s čimer se je projekt zaključil. Med slovesnostjo je most blagoslovil škof D. Américo.
Na prelomu stoletja (1908) so v središču mesta postavili električne vagone, ki so segali do mostu.
1. januarja 1944 je bil sistem cestninjenja ukinjen in most je začel delovati kot brezplačna infrastruktura mestne oblasti Porto. Prvotno in več kot stoletje je most prenašal cestni promet na obeh nivojih. Skupaj z drugimi vozili so električni tramvaji prečkali zgornji nivo od leta 1908 do maja 1959, trolejbusi pa so prečkali oba nivoja od maja 1959 do 1993. Do leta 1954 so se začela javna dela na mostu pod vodstvom inženirja Edgarja Cardosa, ki je podaljšal voziščne konstrukcije in odstranil elektrifikacijo.
Leta 1982 je nacionalna agencija IGESPAR, portugalski Inštitut za upravljanje arhitekturne in arheološke dediščine, most razglasila za kulturno dediščino Imóvel de Interesse Público (Lastnina javnega pomena).
27. junija 2003 je bila zgornja etaža zaprta za motorni promet, da bi prilagodili strukturo sistemu podzemne železnice. Most Infante Dom Henrique, 500 m gorvodno, je bil dokončan tri mesece prej, da bi zagotovil alternativno povezavo za vozila med Portom in Vila Nova de Gaia. Nova proga D je bila slovesno odprta 18. septembra 2005 in odprta za metro tramvaje in promet za pešce. Zaradi večjega prometa in demografske rasti so marca 2006 arhitekt Virgínio Moutinho ter inženirja António in José António Campos e Matos izdelali projekt za povečanje spodnje voziščne konstrukcije. Vendar je občinski svet Porta pozval Direção-Geral do Património Cultural (generalni direktorat za kulturno dediščino), naj se izogne odločitvi o projektu, saj je bil v premisleku.
Spodnji nivo je ostal odprt za splošni promet do oktobra 2021, ko je bil začasno zaprt za ves promet zaradi začetka popravil in obnovitvenih del, ki naj bi trajala približno eno leto. Ko so ga aprila 2023 ponovno odprli, je bil spodnji nivo omejen na javni prevoz, taksije, kolesarje in pešce.ref name="JN-2023">Correia Costa, Ana (14. april 2023). »Ponte Luís I reabriu, mas carros, autocarros turísticos e TVDE estão proibidos de passar« [Ponte Luís I reopened, but cars, tourist buses and TVDE (ride-share cars) are prohibited from passing]. Jornal de Notícias (v portugalščini). Arhivirano iz spletišča dne 15. aprila 2023. Pridobljeno 31. julija 2023.</ref>

## Arhitektura
Most stoji v izoliranem mestnem območju nad reko Douro med granitnimi bregovi, kjer stolnica v Portu in pobočje Serra do Pilar tvorita škatlasto dolino. Je 1 kilometer od mostu D. Maria Pia in dlje vzdolž mostu Arrábida. Na strani Porta spodnja voziščna konstrukcija povezuje Cais da Ribeira in zgornjo Avenida Vímara Peres, medtem ko breg Vila Nova de Gaia povezuje z Avenida Diogo Leite oziroma Avenida da República. Dostop do strani Porto poteka vzdolž stebrov Ponte Pênsil, vzpenjače Guindais, cerkve in zavetja Ferro, obzidja Fernandina in samostana Serra do Pilar.
Železni most ima dva krova, različnih višin in širin, med katerima se razvije velik osrednji lok s premerom 172,5 metrov, ki podpira zgornji in spodnji nivo. Oba krova sta pritrjena na bregove reke z zidanimi stebri. Tisti na zgornjem nivoju so pravokotni z obrezanim venčnim zaključkom, sestavljeni iz dveh razporejenih registrov, ločenih z venčnimi in prepletenimi oporniki. Spodnji krov temelji na velikih temeljih, ki podpirajo oblikovane vence in zagozde, povezane s podrtim lokom in uokvirjene s prepletenimi tramovi. Na dnu lokov, obrnjenih proti bregovom reke, so velike marmorne plošče z napisi PONTE LUIZ I, na zgornji strani pa so kamni, ki predstavljajo kraljevi grb s ščitom, uokvirjenim z girlandami. Na dnu spodnjega krova so piramidno prisekani stebri z železnimi stebri, postavljeni v treh delih, ki se pritrdijo na zgornji krov.
Most ima asfaltno vozišče za promet vozil, ločen z litoželeznimi varovali, ki omejujejo pločnike za pešce, ki potekajo ob straneh. Osrednji lok izhaja iz stebričkov pri temeljih in se zmanjšuje proti sredini. Zgornji krova, ki ga prav tako obdajajo steze za pešce, zaščitene z varovali iz litega železa (podobno kot spodaj), je bil prav tako asfaltiran, dokler ni bil spremenjen za prevoz lahkih vlakov podzemne železnice Porto sredi 2000-ih. S tega krova so svetilke, ki se uporabljajo za osvetlitev, nasprotne in povezane ter tvorijo okrasne kroge pod koti. Pod ščitnikom je izrezan okras s fitomorfnimi elementi.
- Most Ludvika I., september 2019
- Nočni pogled na most, ki prikazuje zgodovinsko središče Porta in glavni lok
- Vozišči in oboki so simboli mostu
- Most Ludvika I.(1886) nad reko Douro v Portu
- Silhueta mostu Ludvika I., 2009